# مطار شانغهاي هونغكياو الدولي
مطار شانغهاي هونغكياو الدولي (بالإنجليزية: Shanghai Hongqiao International Airport) (إياتا: SHA، إيكاو: ZSSS) يقع في مدينة شانغهاي في جمهورية الصين الشعبية. صنف مطار شانغهاي هونغكياو الدولي في المرتبة الرابعة في الصين من حيث عدد الركاب عام 2011 وفقًا لإدارة الطيران المدني في الصين، حيث تعامل مع 33,112,442 راكب، وبلغ إجمالي حركة الطائرات (القادمة والمغادرة) 229,846 طائرة وقد بلغت كمية البضائع المنقولة عبر المطار 454,069 طن.

## شركات الطيران والوجهات
| شركـات طيـران           | الوجهات |
| ----------------------- | --- |
| طيران الصين             | مطار بكين العاصمة الدولي، مطار بكين داشينغ الدولي، مطار تشنغدو شوانغليو الدولي، مطار تشونغتشينغ جيانغبى الدولي، مطار قوانغتشو باييون الدولي، مطار تايبيه سونغشان، مطار تيانجين الدولي |
| طيران ماكاو             | مطار ماكاو الدولي |
| خطوط كل اليابان الجوية  | مطار طوكيو هانيدا الدولي |
| خطوط آسيانا الجوية      | مطار غيمبو الدولي |
| Chengdu Airlines        | مطار تشنغدو شوانغليو الدولي، مطار يويانغ |
| الخطوط الجوية الصينية   | مطار تايبيه سونغشان |
| خطوط شرق الصين الجوية   | مطار بكين العاصمة الدولي، مطار تشانغشا هوانغوا الدولي، مطار جينغديو الجديد، مطار تشونغتشينغ جيانغبى الدولي، مطار دالي، مطار داتشينغ سارتو، مطار إينشي شوجيابينغ، مطار فوتشو تشانغله الدولي، مطار قانتشو هوانتشين، مطار قوانغتشو باييون الدولي، مطار قويلين يانغ جيانغ الدولي، مطار قوييانغ لونغدونغابو الدولي، مطار هاربين الدولي، مطار هوهوت بايتا الدولي، مطار هونغ كونغ الدولي، مطار جيايوغان، مطار جينان الدولي، مطار كونمينغ جانغشوي الدولي، مطار لانتشو تشونغ تشوان، مطار ساني ليجيانغ، مطار يوتشو بيلين، مطار لويانغ الدولي، مطار ماكاو الدولي، مطار ديهونغ مانغشي، مطار مودانجيانغ هايلانغ، مطار نانتشانغ تشانغبى الدولي، مطار اوردوس إيجين هورو، مطار بوير سيماو، مطار غينغادو جياودونغ الدولي، مطار غيمبو الدولي، مطار شنيانغ الدولي، مطار شينزين باوان الدولي، مطار تايبيه سونغشان، مطار تاييوان وسو الدولي، مطار تينغشونغ توفينغ، مطار تيانجين الدولي، مطار طوكيو هانيدا الدولي، مطار أولانهوت، مطار أورومتشي الدولي، مطار يهاي داسهويبو، مطار واينشان بوزخيخه، مطار هاي، مطار ووهان الدولي، مطار يشان، مطار شيامن قاوتشي الدولي، مطار شيان شيانيانغ الدولي، مطار شينينغ الدولي، مطار تشيانغ مينغانغ، Yan'an، مطار نانيانغ يانتشنغ، مطار يانجي تشاويانغتشوان، مطار يانتاي جاوشوي الدولي، مطار ينتشوان خه دونغ، مطار يولين يو يانغ، مطار تشنغتشو الدولي |
| خطوط جنوب الصين الجوية  | مطار بكين داشينغ الدولي، مطار قوانغتشو باييون الدولي، مطار قوييانغ لونغدونغابو الدولي، مطار شينزين باوان الدولي، مطار أورومتشي الدولي، مطار ينينغ، مطار تشنغتشو الدولي |
| China United Airlines   | مطار بكين داشينغ الدولي، مطار فوشان شادي، مطار تيانجين الدولي |
| إيفا للطيران            | مطار تايبيه سونغشان |
| خطوط هاينان الجوية      | مطار بكين العاصمة الدولي، مطار قوانغتشو باييون الدولي، مطار هايكو ميلان الدولي، مطار أورومتشي الدولي |
| Hebei Airlines          | مطار شيجياتشوانغ تشنغدينغ الدولي |
| خطوط هونغ كونغ الجوية   | مطار هونغ كونغ الدولي |
| الخطوط الجوية اليابانية | مطار طوكيو هانيدا الدولي |
| خطوط جونياو الجوية      | مطار بكين داشينغ الدولي، مطار بيجي فيشونغ، مطار تشانغشا هوانغوا الدولي، مطار جينغديو الجديد، مطار جيزهو جيوهواشان، مطار تشونغتشينغ جيانغبى الدولي، مطار قوانغتشو باييون الدولي، مطار قويلين يانغ جيانغ الدولي، مطار قوييانغ لونغدونغابو الدولي، مطار هايكو ميلان الدولي، مطار كونمينغ جانغشوي الدولي، مطار لانتشو تشونغ تشوان، مطار سانيا فينيكس الدولية، مطار غيمبو الدولي، مطار شينزين باوان الدولي، مطار تاييوان وسو الدولي، مطار أورومتشي الدولي، مطار ووهان الدولي، مطار شيامن قاوتشي الدولي، مطار شيان شيانيانغ الدولي، مطار شانغينغ ليوجي، مطار تشوهاى سانزو |
| كوريا للطيران           | مطار غيمبو الدولي |
| خطوط لاكي الجوية        | مطار كونمينغ جانغشوي الدولي، مطار يشهون مينغيويشان |
| OTT Airlines            | مطار بكين العاصمة الدولي، مطار جييانغ شاوشان |
| خطوط شاندونغ الجوية     | مطار تشونغتشينغ جيانغبى الدولي، مطار جينان الدولي، مطار غينغادو جياودونغ الدولي، مطار شيامن قاوتشي الدولي، مطار يانتاي جاوشوي الدولي، مطار تشوهاى سانزو |
| خطوط شانغهاي الجوية     | مطار بكين داشينغ الدولي، مطار تشانغشا هوانغوا الدولي، مطار تشنغدو شوانغليو الدولي، مطار تشونغتشينغ جيانغبى الدولي، مطار فويانغ شيغوان، مطار فوتشو تشانغله الدولي، مطار قوانغتشو باييون الدولي، مطار قوييانغ لونغدونغابو الدولي، مطار هايكو ميلان الدولي، مطار هايلار دونغشان، مطار هونغ كونغ الدولي، مطار جياموسي دونغاجياو، مطار جينغقانغشان، مطار جيشي شينغايهو، مطار كونمينغ جانغشوي الدولي، مطار لانتشو تشونغ تشوان، مطار ماكاو الدولي، مطار نانتشانغ تشانغبى الدولي، مطار نانينغ الدولي، مطار غينغادو جياودونغ الدولي، مطار غيونغهاي بواو، مطار تشيتشيهار سانجيازي، مطار سانيا فينيكس الدولية، مطار غيمبو الدولي، مطار شنيانغ الدولي، مطار شينزين باوان الدولي، مطار تايبيه سونغشان، مطار تاييوان وسو الدولي، مطار تيانجين الدولي، مطار أورومتشي الدولي، مطار ونزهو يونجقيانج الدولي، مطار ووهان الدولي، مطار شيامن قاوتشي الدولي، مطار شيان شيانيانغ الدولي، مطار شيشوانغباننا غاسا، مطار يانتاي جاوشوي الدولي، مطار تشنغتشو الدولي، مطار تشوهاى سانزو |
| خطوط شينزين الجوية      | مطار قوانغتشو باييون الدولي، مطار جينغدتشن جيا، مطار شينزين باوان الدولي |
| سبرينغ (شركة طيران)     | مطار تشانغده تاوهوايوان، مطار جينغديو الجديد، مطار تشونغتشينغ جيانغبى الدولي، مطار دونغينغ شنغلي، مطار دونهوانغ، مطار قوانغتشو باييون الدولي، مطار قوييانغ لونغدونغابو الدولي، مطار هينغيانغ نانيوي، مطار جييانغ شاوشان، مطار كونمينغ جانغشوي الدولي، مطار لانتشو تشونغ تشوان، مطار ليني شوبولينغ، مطار ميانيانغ نانيجو، مطار قيانجيانغ والينغشان، مطار غينغادو جياودونغ الدولي، مطار تشينغيانغ، مطار جينجيانغ تشيوانتشو، مطار شينزين باوان الدولي، مطار شيجياتشوانغ تشنغدينغ الدولي، مطار أورومتشي الدولي، مطار شيامن قاوتشي الدولي، مطار شيان شيانيانغ الدولي، مطار شينينغ الدولي، مطار ينتشوان خه دونغ، مطار تشانغجياكو نينغيوان، مطار رينهواي ماوتاي |
| خطوط تيانجين الجوية     | مطار تيانجين الدولي |
| طيران التبت             | مطار تشنغدو شوانغليو الدولي، مطار لاسا الدولي |
| خطوط زيامن الجوية       | مطار تشونغتشينغ جيانغبى الدولي، مطار فوتشو تشانغله الدولي، مطار لوئهو يونلونغ، مطار جينجيانغ تشيوانتشو، مطار شينزين باوان الدولي، مطار تيانجين الدولي، مطار شيامن قاوتشي الدولي، مطار ينتشوان خه دونغ |

1. ↑  Arrival flight only. Departures via Pudong Airport only [10]